# Isla Sansankoto
Isla Sansankoto (en inglés: Sansankoto Island) es una isla fluvial ubicada en el río Gambia en África Occidental, que hace parte de la República de Gambia.
Cerca de la orilla izquierda del Gambia,  a unos 30 kilómetros del río aguas arriba de Banjul, posee 5,5 kilómetros de largo y 3,5 de ancho.  
Se encuentra totalmente deshabitada.